# Эфиальт (сын Софонида)
Эфиальт (др.-греч. Ἐφιάλτης; родился в конце VI века до н. э. — убит в 461 году до н. э. в Афинах) — афинский государственный деятель.
В современной историографии Эфиальт является одним из наиболее загадочных древнегреческих политиков. Его можно рассматривать в качестве «отца-основателя» афинской демократии, хотя у историков нет чёткого понимания его деятельности по преобразованию политической жизни родного города. После остракизма Фемистокла Эфиальт стал играть роль предводителя партии демоса. Вначале ему приходилось быть в оппозиции к знаменитому и успешному военачальнику Кимону, который представлял олигархические круги.
Когда вследствие военных и политических неудач влияние Кимона пошатнулось, Эфиальт инициировал реформу Ареопага. Этот орган был оплотом аристократии и олигархии. Согласно новым законам Ареопаг утратил свою власть: потерял возможность влиять на суд, отменять постановления Народного собрания и ряд других функций. Вскоре Эфиальт был предательски убит, а его место вождя демократов занял второй человек в партии — Перикл. После реформ Эфиальта афинская демократия приобрела свой завершённый «классический» облик. С ними также связывают наступление «Периклова века» — времени наивысшего политического и культурного расцвета Древних Афин.

## Биография
Информация о жизни Эфиальта крайне скудна. Будущий политик родился в конце VI века до н. э. Античные источники называют его сыном Соф[р]онида и относят к бедным и незнатным афинянам. Их свидетельства сомнительны, так как все лидеры демократической партии до Клеона, чьё акме приходилось на 420-е годы до н. э., принадлежали к аристократии. Версию о бедности и незнатности Эфиальта косвенно опровергает Плутарх со ссылкой на Каллисфена. Согласно его данным, Эфиальт занимал должность стратега (предположительно после 465 года до н. э.) и командовал 30 кораблями, которые, не встречая сопротивления персов, даже миновали Ласточкины острова на границе Ликии и Памфилии. Стратегами в Древних Афинах того времени преимущественно становились богатые люди знатного происхождения.
Клавдий Элиан передаёт анекдот, связанный с бедностью и принципиальностью Эфиальта: «Хотя Эфиальт, сын Софонида, был крайне беден, он не принял от друзей предложенных ими в дар десяти талантов, сказав: „Это заставит меня в угоду вам подчас жертвовать законом, в противном же случае сделает в ваших глазах неблагодарным“».
Эфиальт стал простатом (предводителем) демоса, в то время как во главе партии олигархов находился знаменитый военачальник Кимон. Фрагмент Плутарха, в котором он утверждал, что две эскадры афинян (вторая под командованием Перикла) после заключения мирного договора с персами («Кимонова мира») заплыли в Восточное Средиземноморье, можно рассматривать с нескольких сторон. Возможно, Перикл с Эфиальтом хотели сорвать мирный договор, тем самым дискредитировав Кимона, который отвечал за внешнюю политику. Возможно, речь шла о демонстрации силы персам. Артаксеркс I предпочёл не заметить нарушения условий мирного договора и, возможно, приказал своим военачальникам не вступать в столкновения с афинским флотом. Популярность Перикла и Эфиальта в Афинах должна была вырасти после такой демонстрации силы и смелости.
Эфиальт выступал преследователем членов Ареопага и противником целого ряда инициатив Кимона. Среди прочего, он считал нежелательной помощь афинян Спарте в их войне с восставшими илотами. Эфиальт убеждал народ, что Афинам выгоднее оставить Спарту поверженной, но Кимон убедил афинян в необходимости военной экспедиции на помощь союзникам. Пока Кимон находился вне Аттики, Эфиальт со своими сторонниками смог провести реформу Ареопага. По возвращении домой Кимон пытался оспорить проведенную реформу. Однако его влияние было подорванным. Этому способствовал неуспех военной экспедиции в Мессению. Демос посчитал, что лакедемоняне унизили Афины, отправив восвояси их войско, которое не смогло выполнить поставленные задачи. В результате в 461 году до н. э. Кимона подвергли остракизму в том числе и в связи с его неприятием реформ Эфиальта.
В историографии существует гипотеза, что Эфиальт был второстепенным политиком, а не реальным предводителем демоса. По этой версии, за ним стоял Перикл, который и направлял действия Эфиальта. Косвенно об этом свидетельствует целый ряд фактов. Эфиальт не упоминается в сочинениях в близких к нему по времени жизни историков Фукидида и Ксенофонта. Наиболее ранним произведением, посвящённым Эфиальту, стала древняя аттическая комедия 420-х годов до н. э. «Эфиальт» Фриниха. Впервые он описан в качестве видного и значительного государственного деятеля в «Афинской политии» Аристотеля, которую тот создал приблизительно через 90 лет после смерти Эфиальта. Также археологи не нашли ни одного остракона с его именем. То есть афиняне не рассматривали Эфиальта в качестве политика, который потенциально подлежит остракизму. Версию о второстепенной роли Эфиальта описывает Плутарх: «Перикл … появлялся среди народа лишь по временам, говорил не по всякому делу и не всегда выступал в Народном собрании, но приберегал себя, … для важных дел, а всё остальное делал через своих друзей и подосланных им других ораторов. Одним из них, говорят, был Эфиальт, который сокрушил мощь Ареопага …». Плутархова версия находит поддержку и у современных историков. Латвийский историк Х. Туманс считал, что истинным инициатором реформы Ареопага был Перикл, который провёл её руками Эфиальта.
В античных источниках нет никакой информации о семье Эфиальта. Возможно, учитывая традицию называть детей в честь знаменитых дедов или близких родственников, потомком Эфиальта-реформатора был другой Эфиальт, который посвятил свою жизнь борьбе с Македонией.

## Реформа Ареопага
С именем Эфиальта связывают реформу Ареопага 462 года до н. э. При описании реформы античные источники и современные историки приводят несколько версий события. Сообщения Аристотеля о так называемой «реформе Эфиальта» не согласуется с информацией из биографий Кимона и Перикла у Плутарха, данных историков Диодора Сицилийского и Филохора. Согласно Филохору, Эфиальт отнял у Ареопага все функции, за исключением уголовного судопроизводства. Диодор описывает Эфиальта как единственного автора и виновника реформы Ареопага: «Эфиальт, сын Софонида, который, будучи популярным лидером, подбил толпу к ненависти против ареопагитов, убедил собрание голосовать за ограничение власти Совета ареопага и уничтожить известные обычаи, которым следовали их отцы». Приблизительно в том же ключе оценивает действия Эфиальта и Плутарх.
В противоположность вышеуказанным источникам Аристотель в «Афинской политии» признаёт Эфиальта лишь первым реформатором Ареопага, чьё дело продолжил Перикл, и относит изменения законодательства к году архонтата Конона (462/461 год до н. э.). Согласно утверждению Аристотеля, Эфиальт не отнял у Ареопага каких-либо унаследованных от древних времён полномочий. Речь шла о неких дополнительных функциях, которыми наделили Ареопаг после поражения армии Ксеркса в 479 году до н. э. В пределах этих полномочий Ареопаг управлял Афинами семнадцать лет. Аристотель считал, что в этот период «управление у афинян было прекрасное».
Историки по-разному оценивают свидетельства из античных источников. Вне зависимости от того, проходила ли реформа в один или несколько этапов, от роли Эфиальта в её проведении и других деталей, суть изменений состояла в уменьшении власти Ареопага. Этот орган был оплотом аристократии и олигархии, поэтому его реформирование означало усиление власти демоса. Часть полномочий Ареопага перешла к государственному совету, Народным собранию и суду присяжных. Прежде всего Ареопаг лишился права надзора за соблюдением законов (др.-греч. νομοφυλακία). Это было достигнуто путём введения магистратуры номофилаков (в историографии существует версия, что фрагмент Филохора, согласно которому коллегия номофилаков была организована при Эфиальте недостоверен, а должность учредил, либо существенно реорганизовал Деметрий Фалерский) и «жалоб на противозаконие» (др.-греч. γραφή παρανόμων), которые теперь следовало подавать в суд. Если ранее Ареопаг мог отменять решения Народного собрания, то после реформы он лишился этого права. Вместе с этим Ареопаг утратил:
- право рассмотрения обвинений в преступлениях, которые угрожают государству — исангелий;
- право проведения докимасий — проверки человека на соответствие определённым критериям перед занятием государственных должностей;
- право рассматривать отчёты должностных лиц.

Самым важным результатом реформы Эфиальта стало расширение прав и влияния Народного суда Гелиэи (Дикастерия). Благодаря реформе Ареопага Эфиальта афинская демократия приобрела свой завершённый классический облик. Плутарх охарактеризовал процесс следующими словами: «[народ] во главе с Эфиальтом отнял у Ареопага все, за малыми исключениями, судебные дела, сделал себя хозяином судилищ и отдал город в руки сторонников крайней демократии; в это время уже вошел в силу и Перикл, примкнувший к народной партии». С реформой связывают наступление т. н. «Периклова века» — времени наивысшего расцвета Древних Афин. В 404 году до н. э. олигархическое правительство «Тридцати тиранов» отменило законы Эфиальта и приказало уничтожить стеллы, на которых те были написаны. Однако реальная власть перешла не к Ареопагу, а находилась в руках нескольких правителей. Это привело к тому, что после падения режима олигархов и возврата демократии полномочия Ареопага не урезали, а даже наоборот несколько увеличили.
Недовольство реформой, её противоречивый характер, аргументы противников её проведения дошли до современников в трагедии Эсхила «Эвмениды». Автор, чтобы придать им больший авторитет, вкладывает в уста богини мудрости и покровительницы города Афины следующие слова:
Так и холм прослыл
Ареопагом, иль скалой Ареевой.
Священный ужас будет наводить скала
И страх вины, с ним соприродный, — день и ночь
На весь народ мой. Новшеством праправнуки
Сих чар да не нарушат! Не мути ключа
Притоком скверн: не будет, где испить тебе.
Храните город столь же зорко, граждане,
От безначалья, сколь от самовластия!
Извергнуть не ревнуйте, что внушает страх;
Без страха в сердце, кто из смертных праведен?
С благоговейным трепетом на тот утес
Доколь взирают люди, будет он стране
Спасительным оплотом, какового нет
Нигде
Существует и другая трактовка данного фрагмента из трагедии Эсхила, согласно которой драматург прославляет Ареопаг в том виде, в который его привела, либо официально стремилась привести, реформа Эфиальта.

## Смерть. Оценки деятельности
Вскоре после реформы Ареопага Эфиальт был убит. В античных источниках представлены несколько версий обстоятельств его смерти. Приблизительно через сорок пять лет после события в речи «Об убийстве Герода» Антифонт утверждал: «и по сей день не найдены те, кто убил Эфиальта, вашего согражданина». Аристотель, через примерно 90 лет, в «Афинской политии» сообщает не только имя убийцы, но и его родной город: «Эфиальт спустя немного времени был коварно убит рукой Аристодика из Танагры». После гибели Эфиальта второй человек в демократической партии Перикл, как бы поневоле, был выдвинут на роль её лидера. В связи с таким, казалось бы закономерным, ходом вещей ещё античный историк Идоменей из Лампсака (325—270 годы до н. э.) называл Перикла заказчиком убийства. Диодор Сицилийский писал, что Эфиальта убили за его беззаконные действия против Ареопага и никто никогда не узнал имя убийцы. Плутарх утверждал, что Эфиальта убили враги руками Аристодика. Согласно наиболее распространённой современной версии, Эфиальта убили политические противники. Не исключено, что это была внезапная смерть, которую древние афиняне восприняли как убийство. Версия об организации заказного убийства Периклом не принята историками. Образ великого государственного деятеля, военачальника и образованного человека, покровителя наук и искусств, Перикла никак не соответствует образу циничного убийцы, который идёт к власти по трупам. Латвийский историк Х. Туманс утверждал, что убийство Эфиальта стало следствием осторожности Перикла. По его мнению, Перикл провёл руками Эфиальта реформу Ареопага, что создало тому множество врагов. Таким образом, по мнению Туманса, Перикл «подставил» своего соратника, в то время как сам остался «в тени».
В античных источниках прослеживаются две линии относительно убийства Эфиальта: I. Антифонт → Гелланик → Эфор Кимский → Диодор Сицилийский (убийц не нашли) и II. Андротион → Аристотель → Плутарх (убийца — некий житель Танагры). Возможно, последняя версия была связана с политическими разногласиями между Афинами и этим городом. Она морально оправдывала разграбление Танагры в начале Малой Пелопоннесской войны. О ложности версии с Аристодиком свидетельствует ономастикон полиса Танагры в Беотии. Историкам известны имена около двух тысяч его жителей, среди которых нет ни одного Аристодика.
В современной историографии Эфиальт остаётся одним из наиболее загадочных древнегреческих политиков. Его рассматривают в качестве третьего отца-основателя афинской демократии после Солона и Клисфена. В то же время у историков нет чёткого понимания его непосредственных действий по преобразованию Древних Афин.

### Античные источники
- Аристотель. Афинская полития / Перевод и примечания С. И. Радцига. — 2-е изд.. — М.: Государственное социально-экономическое издательство, 1937.
- Диодор Сицилийский. Историческая библиотека / Перевод, статья, комментарии и указатель О. П. Цыбенко. — М.: Лабиринт, 2000. — (Античное наследие).
- Плутарх. Сравнительные жизнеописания в двух томах / Перевод С. П. Маркиша, обработка перевода для настоящего переиздания — С. С. Аверинцева, переработка комментария — М. Л. Гаспарова. — второе. — М.: Наука, 1994.
- Клавдий Элиан. Пёстрые рассказы / Перевод с древнегреческого, статья, примечания и указатель С. В. Поляковой. — Москва—Ленинград: Издательство Академии Наук СССР, 1963.
- Эсхил. Трагедии / в переводе Вячеслава Иванова. Издание подготовили Н. И. Балашов, Дим. Вяч. Иванов, М. Л. Гаспаров, Г. Ч. Гусейнов, Н. В. Котрелев, В. Н. Ярхо. Ответственный редактор Н. И. Балашов. — М.: Наука, 1989. — (Литературные памятники). — ISBN 5-02-012688-8.

### Современные исследования
- Гущин В. Р. Эфиальт против Ареопага // Античная цивилизация: политические структуры и правовое регулирование: Доклады международной интернет-конференции  / Отв. ред. В. В. Дементьева. — Ярославль: Ярославский государственный университет им. П.Г. Демидова, 2012. — С. 21—44.
- Суриков И. Е. Трагедия Эсхила «Просительницы» и политическая борьба в Афинах // Вестник древней истории. — 2002. — Вып. 240, № 1. — С. 15—24.
- Суриков И. Е. Остракизм в Афинах / Маринович Л. П.. — М.: Языки славянских культур, 2006. — 640 с. — 800 экз. — ISBN 5-9551-0136-5.
- Суриков И. Е. Античная Греция: политики в контексте эпохи. Время расцвета демократии / отв. ред. Л.П. Маринович; Ин-т всеобщ. истории. — М.: Наука, 2008. — 383 с. — ISBN 978-5-02-036984-9.
- Суриков И. Е. Антифонт. Речи. Вступительная статья, перевод с древнегреческого и комментарии // Вестник древней истории. — 2015. — Вып. 293, № 2. — С. 243—268. — ISSN 0321-0391.
- Туманс Х. Перикл на все времена // Вестник РГГУ. Серия: Литературоведение. Языкознание. Культурология. — Федеральное государственное бюджетное образовательное учреждение высшего образования «Российский государственный гуманитарный университет», 2010. — Вып. 53, № 10. — С. 117—154. — ISSN 2073-6355.
- Фролов Э. Д. Власть и культура в древней Греции на стыке классики и эллинизма // Проблемы истории, филологии, культуры. — Магнитогорский государственный технический университет им. Г. И. Носова, 2002. — № 12. — С. 28—58. — ISSN 1992-0431.
- Цуканова М. А. Аристотель о периоде главенства ареопага после 480 г. до н. э. (К истолкованию «τὰ ἐπίθετα» в «Афинской политии», 25, 2) // Античный мир и археология. — Саратов: Саратовский национальный исследовательский государственный университет имени Н.Г. Чернышевского, 1972. — Т. 1, № 1. — С. 143—154. — ISSN 0320-961X.
- Hall L. G. H. Ephialtes, the Areopagus and the Thirty (англ.) // The Classical Quarterly. — Cambridge University Press, 1990. — Vol. 40, no. 2. — P. 319—328. — JSTOR 639092.
- Rhill T. E. Democracy Denied: Why Ephialtes Attacked the Areiopagus (англ.) // The Journal of Hellenic Studies. — The Society for the Promotion of Hellenic Studies, 1995. — Vol. 115. — P. 87—98. — doi:10.2307/631645. — JSTOR 631645.
- Roller D. W. Who Murdered Ephialtes? (англ.) // Historia: Zeitschrift für Alte Geschichte. — Franz Steiner Verlag, 1989. — Vol. 38, no. 3. — P. 257—266. — JSTOR 4436111.
- Stockton D. The Death of Ephialtes (англ.) // The Classical Quarterly. — Cambridge University Press, 1982. — Vol. 32, no. 1. — P. 227—228. — JSTOR 638761.
- Swoboda E.[нем.]. Ephialtes 4 // Paulys Realencyclopädie der classischen Altertumswissenschaft :  [нем.] / Georg Wissowa. — Stuttgart : J. B. Metzler’sche Verlagsbuchhandlung, 1905. — Bd. V, Zweite Hälfte (V, 2). — Kol. 2849—2852.